# 進徳女子高等学校
進徳女子高等学校（しんとくじょしこうとうがっこう）は、広島県広島市南区にある私立女子高等学校。

## 概要
2008年に100周年を迎えた伝統のある浄土真宗系（西本願寺）で、広島市内中央部の国道2号線に面している。
2007年より制服を変更し、中四国・九州初のELLEブランドトータルコーディネート制服となって評判を集めている。また、同年に広島県内の私立では初めて調理師の国家資格が取得できる食育デザイン科を新設し、県内の各種コンクールだけでなく、全国大会にも出場している。さらに、2013年度からは普通科にキャリアデザインコースが誕生した。
設置者の学校法人進徳学園は浄土真宗本願寺派の関係学校法人であり、学校グループ「龍谷総合学園」に加盟している。
現在力を入れている部活には、近年全国大会にも出場しているバレーボール部や、2012年に全国大会に初出場を果たした卓球部、県内唯一の部である雅楽部など。
バレーボール部では、元JT小田雅志監督を迎え、強化を図っている。2008年に開催された「第39回全国高等学校バレーボール選抜優勝大会 広島県大会」では、全国大会出場常連校だった安田女子高校を破り、優勝。春の高校バレーに17年ぶり4回目の出場を果たした。その後も、2010年、2012年とインターハイに出場している。
卓球部は、2010年より中島健太監督を迎え、2012年にダブルスでインターハイに初出場。2013年にはシングルス・ダブルス・団体の全種目でインターハイに出場している。
AKB48グループとして初めて、”広域エリア”の瀬戸内地方7県を拠点としているSTU48が出演する、広島テレビ制作「STU↗でんつ!」の収録が、授業がお休みになる土日祝に同校の教室（料理対決は調理室）で行われている。対決企画の収録に同校のダンス部と卓球部が参加。

## 沿革
- 1908年 - 永井龍潤により進徳女学校として創立。広島市材木町（現：中区中島町）の誓願寺で開校式挙行。

「宗教的素養を持つ良妻賢母」の女性の育成を目的とし、校名は『仏説無量寿経』の一節「行道進徳」に因んで命名された。
- 1909年 - 市内千田町（現：中区）の日本赤十字社構内に移転。構内の陸軍施設を校舎として整備。
- 1911年 - 進徳実科高等女学校に昇格。
- 1922年 - 初めて洋服を制服として採用。
- 1935年 - 進徳高等女学校と改称。
- 1938年 - 千田町校地を陸軍に返上、市内南竹屋町の県立広島商業学校跡地に移転。
- 1945年 - 原爆投下により校舎（爆心地から1.4km）は全焼。

袋町の中央電話局（爆心地より540m）に動員されていた3年生、鶴見橋（同じく1.4km）の建物疎開作業に動員されていた2年生などから教職員11名、生徒374名の犠牲者を出した。敗戦後、県下佐伯郡地御前国民学校（現廿日市市）の校舎を借用し授業を再開した。
- 1946年 - 皆実町の陸軍電信第二連隊跡地に移転（現校地）。
- 1948年 - 学制改革により新制進徳女子高等学校として発足。普通科・家政科を設置。
- 1949年 - 商業科設置
- 1959年 - 「進徳高等女学校原爆慰霊碑」落成
- 2007年 - 食育デザイン科を新設
- 2013年 - 普通科キャリアデザインコースを新設

## クラブ活動
体育会系クラブ
- バレーボール部
- 卓球部
- 水泳部 - 1971年インターハイで総合優勝を達成している。
- 陸上部
- ソフトボール部
- ソフトテニス部
- サッカー部
- ダンス部
- バスケットボール部
- バドミントン部

など
文化系クラブ
- 雅楽部
- 演劇部
- 調理部
- 吹奏楽部
- 美術部
- 放送部
- 英語部
- 美術部
- 書道部
- 茶華道部
- 宗教研究部
- ギター部
- 園芸同好会
- 図書愛好会

など

## 著名な出身者
- 大田洋子（小説家）
- 斉藤満喜子（アイドル歌手：おニャン子クラブ・うしろ髪ひかれ隊）※堀越高等学校へ転校
- 平岡恵子（ミュージシャン）※旧芸名：桃乃未琴）
- 海野ゆかり（競艇選手）

### バレーボール
- 内田役子
- 末国愛里 ※日本代表
- 川岡美由紀
- 田井琴美
- 栗栖明歩（埼玉上尾メディックス）